# Maggie May

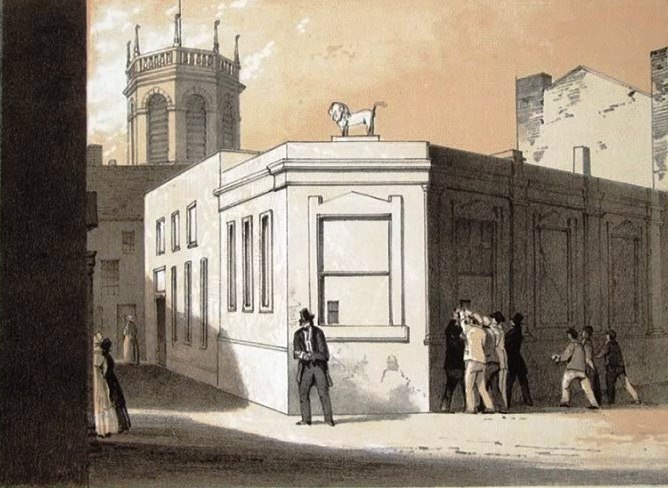
Canning Place v Liverpoolu, kde se děj písně odehrává

Maggie May nebo také Maggie Mae je anglická lidová píseň, která vznikla v první polovině 19. století v přístavu Liverpool a byla oblíbenou pracovní písní u Royal Navy. Její text, který existuje ve více verzích zmiňujících různé liverpoolské lokality, vypráví o námořníkovi, který se vrací do rodného města s penězi ušetřenými za dlouhou službu v Africe a seznámí se s prostitutkou zvanou Maggie May (v dobovém slangu sloužilo jméno Maggie jako obecné označení ženy volných mravů), která ho okrade o všechen majetek. Za tento čin je pak odsouzena k deportaci do Austrálie.
Skladba je uvedena v Roudově katalogu anglických lidových písní, vznikla podle ní také americká píseň „Darling Nelly Gray“. V padesátých letech byla součástí reprertoáru řady liverpoolských skifflových kapel, v nichž začínali pozdější členové The Beatles. Jako humornou vzpomínku na své kořeny zařadili na album Let It Be krátkou jam session verzi Maggie Mae. Trvá jen 39 sekund a je to po Her Majesty nejkratší nahrávka v historii Beatles.
V roce 1964 napsal Lionel Bart na motivy písně muzikál úspěšně uváděný v londýnském Adelphi Theatre. Rod Stewart se nechal jménem Maggie May inspirovat při pojmenování své vlastní stejnojmenné skladby.